# Surimi (album)
Surimi è una compilation delle canzoni di Neuroticfish pubblicata nel 2003.

## Tracce
1. Skin - 5:59
2. Skin (Broken Boyband) - 5:24
3. Skin (Live) - 5:18
4. M. F. A. P. L. (Remix) - 5:21
5. All I Say - 4:51
6. Black Again V3 - 2:29
7. Velocity - 5:00
8. Velocity (Club Edit) - 5:31
9. Neurocraine - 4:36
10. Wake Me Up! (Club Edit) - 5:12
11. Wake Me Up! (JAB Remix) - 4:54
12. Care - 6:08
13. Rotten - 4:10
14. Wake Me Up! (Extended) - 9:38
15. I Don't Care - 4:56
16. Black Again - 4:54
17. Mechanic of the Sequence - 4:13
18. Love and Hunting - 4:16